# Apertura lateralis ventriculi quarti
De apertura lateralis ventriculi quarti is een gepaarde structuur in de menselijke anatomie. Het is een halvemaanvormige opening in de menselijke hersenen aan het uiteinde van de recessus lateralis aan weerszijden van de vierde ventrikel. Samen met de apertura mediana ventriculi quarti zorgt het voor een doorgang voor hersenvocht van het ventrikelstelsel naar de subarachnoïdale ruimte. De structuur wordt ook wel het foramen van Luschka genoemd, naar haar ontdekker Hubert von Luschka die het in 1859 voor het eerst beschreef.